# Diplococcium asperum
Diplococcium asperum är en svampart som beskrevs av Kris A. Pirozynski 1972. Diplococcium asperum ingår i släktet Diplococcium och familjen Helminthosphaeriaceae.   Inga underarter finns listade i Catalogue of Life.